# Parafia św. Michała Archanioła w Warszawie
Parafia Świętego Michała Archanioła w Warszawie – rzymskokatolicka parafia należąca do dekanatu mokotowskiego, archidiecezji warszawskiej, metropolii warszawskiej Kościoła katolickiego, w Warszawie, istniejąca od 1917 roku. Obsługiwana przez księży archidiecezjalnych. Kościół parafialny znajduje się przy ulicy Puławskiej 95.

## Historia parafii

### Kościół parafialny (zniszczony)

#### Kościół Narodzenia Najświętszej Maryi Panny
Inicjatorem budowy kościoła u zbiegu ulic Puławskiej i Dolnej był ówczesny proboszcz parafii św. Aleksandra, do której należała wówczas wieś Mokotów, Jakub Falkowski. Przewodniczącym komitetu budowy został Ksawery Pusłowski. Wraz z mieszkańcami Mokotowa, takimi jak Franciszek Szuster, Antoni Szuster, Wojciech Gerson, finansował on budowę świątyni na gruncie ofiarowanym przez Michała Radziwiłła. Akt erekcyjny oraz kamień węgielny zostały złożone i poświęcone 8 września 1853 roku. Świątynia projektu Ignacego Leopolda Essmanowskiego została wybudowana w trzy lata. Konsekracja kościoła pw. Narodzenia Najświętszej Maryi Panny nastąpiła 8 września 1856 roku, dokonał jej arcybiskup Antoni Melchior Fijałkowski.
20 listopada 1917 roku parafia została erygowana dekretem arcybiskupa metropolity warszawskiego Aleksandra Kakowskiego. Pierwszym proboszczem został ks. Karol Bliziński. W marcu 1919 roku parafię odwiedził nuncjusz apostolski arcybiskup Achilles Ratti (późniejszy papież Pius XI). W latach 1924–1928 zbudowano dzwonnicę oraz dokonano prac modernizacyjnych i konserwacyjnych.
Kościół Narodzenia Najświętszej Maryi Panny był pierwszym kościołem na Mokotowie.
Kościół, który przetrwał większość II wojny światowej z nieznacznymi uszkodzeniami, został doszczętnie zniszczony podczas powstania warszawskiego. Zachowała się jedynie dzwonnica, fronton, kaplica oraz nieznaczne elementy wyposażenia. W latach 1945–1959 istniał prowizoryczny budynek kościelny dobudowany do ocalałego frontonu.

### Kościół parafialny (po II wojnie światowej)

#### Kościół św. Michała Archanioła
W sierpniu 1950 roku rozpoczęto budowę nowej świątyni dla parafii św. Michała Archanioła. Przewodniczącym komitetu budowy został Bolesław Piasecki, projektantem budynku był Władysław Pieńkowski a wystroju wnętrz Tadeusz Wojciechowski. W 1959 roku ukończono wschodnią część kościoła, która została poświęcona przez księdza Prymasa kardynała Stefana Wyszyńskiego 21 listopada 1959 roku. Budowę całego kościoła zakończono w 1966 roku, konsekracji dokonał 16 listopada tego samego roku również Stefan Wyszyński. 

### Plebania
W 1991 roku rozpoczęto budowę nowej plebanii, która zakończyła się w 1997 roku.

### Dzwonnica
W 2005 roku dokonano renowacji dzwonnicy i przywrócono jej oryginalny wygląd z czasów jej powstania.